# 타마가와 사키코
타마가와 사키코(일본어: 玉川 砂記子 たまがわ さきこ[*], 1962년 1월 20일~)는 일본 여성 성우이다. 도쿄도 출신이다. 1973년에 데뷔하였다. 시그마 세븐 소속이며, 대표작은  체포하겠어의 츠지모토 나츠미와 타치코마이다.

## 출연 작품

### 극장판 애니메이션
2024년
- 극장판 짱구는 못말려: 우리들의 공룡일기 (카자마 미네코)